# 赫梯学
赫梯学（英语：Hittitology；德语：Hethitologie）是对赫梯人的研究，赫梯人是一个古老的安纳托利亚民族，公元前2世纪在哈图萨周围建立了赫梯帝国。该学科结合了赫梯文明的考古学、历史、语言学和艺术史的各个方面。

## 简介
赫梯（Hittite）是当代学界对于安纳托利亚高原历史上曾经存在的一个古代文明的称谓。赫梯学就是研究赫梯历史、赫梯语言文字和赫梯文明的学问。“赫梯”一词，出自《圣经》，特指生活在青铜时代末期以后的一支迦南人，后来学者用它借指青铜时代统治安纳托利亚高原的王国，称赫梯王国。

## 历史
1915年，捷克亚述学家贝德日赫·赫罗兹尼在德国东方学会通讯的第66卷中发表了赫梯语属于印欧语系的证据。在同一卷中，古代历史学家爱德华·迈耶（Eduard Meyer）还首次对材料进行了简要的历史评价。这为赫梯语文学奠定了基础。在随后的几十年里，赫梯学迅速成为一门科学。第一次世界大战期间，贝德日赫·赫罗兹尼应征入伍担任打字员。他在一个非战斗部队服役，所以他晚上有时间致力于“他的”学习。早在1915 ，他就证明，他在楔形文字板上记录的语言是赫梯人的印欧语系。他不仅认出了这种语言，而且还设法阅读和翻译了它。在那之前，人们对《聖經》中提到的“赫梯人”知之甚少。尽管许多科学家怀疑赫罗兹尼，但时间和进一步的科学研究证实他是正确的。战后，赫罗兹尼开始在查理大学工作，1924-25年间，他对土耳其和叙利亚进行了自己的考古考察，并成功地发现了大量楔形文字石板。
二战前德国是国际赫梯学的中心，但国家社会主义者夺权后，该国失去了一些最重要的研究人员。格策（Albrecht Ernst Rudolf Götze）于1933年离开德国前往丹麦，最后于1934年前往耶鲁大学。汉斯·古斯塔夫·古特博克（Hans Gustav Güterbock）于1936年前往安卡拉，在那里任教至1948年。在瑞典呆了一年后，他被任命为芝加哥大学教授。

## 华语学术界
中国赫梯学研究于1984年起步。1986年，东北师范大学世界古典文明史研究所开始邀请西方学者教授赫梯学。之后，在接近10年时间里，先后有5名西方赫梯学和印欧语言学者在东北师范大学任教，培养出10余名学生，但自1994年开始该专业就停办。2006年左右，北京大学外国语学院开始重新招收赫梯学专业研究生。东北师范大学已经有意恢复赫梯学专业，与北京大学联合培养赫梯学专业学生。

## 主要赫梯学家
- 哈萊特·錢貝爾
- 贝德日赫·赫罗兹尼